# Lady Bird: Tuổi nổi loạn
Lady Bird: Tuổi nổi loạn (tựa gốc tiếng Anh: Lady Bird) là một bộ phim hài–chính kịch đề tài tuổi mới lớn của Mỹ năm 2017 do Greta Gerwig đạo diễn kiêm viết kịch bản, có sự tham gia diễn xuất của Saoirse Ronan, Laurie Metcalf, Lucas Hedges, Timothée Chalamet, Tracy Letts, Beanie Feldstein, Stephen Henderson và Lois Smith. Lấy bối cảnh tại Sacramento, California, phim kể về câu chuyện tuổi mới lớn của một học sinh trung học lớp 12 (Ronan) và mối quan hệ căng thẳng với mẹ của cô.
Lady Bird lần đầu ra mắt tại Liên hoan phim Telluride vào ngày 1 tháng 9 năm 2017 và khởi chiếu tại Mỹ vào ngày 3 tháng 11 cùng năm. Với kinh phí 10 triệu USD, phim đã thu về tổng cộng 79 triệu USD trên toàn thế giới. Diễn xuất của Ronan và Metcalf cũng như kịch bản và khâu chỉ đạo của Gerwig đã nhận được nhiều lời khen ngợi từ giới chuyên môn. Tại lễ trao giải Oscar lần thứ 90, Viên Hàn lâm đề cử Lady Bird tại năm hạng mục, trong đó có Phim hay nhất và Kịch bản gốc xuất sắc nhất. Tại lễ trao giải Quả cầu vàng lần thứ 75, trong số bốn đề cử của mình, bộ phim đã được xướng tên cho giải Phim ca nhạc hoặc hài hay nhất và Nữ diễn viên phim hài hoặc ca nhạc xuất sắc nhất (Ronan), ngoài ra cũng có ba đề cử tại Giải BAFTA lần thứ 71. Ủy ban Quốc gia về Phê bình Điện ảnh, Viện phim Mỹ và tạp chí Time đều bầu chọn Lady Bird là một trong mười tác phẩm điện ảnh hay nhất của năm.

## Nội dung
Năm 2002, Christine McPherson là học sinh trung học năm cuối tại một trường Công giáo ở Sacramento, California. Cô tự đặt cho mình cái tên "Lady Bird" và luôn mong muốn được theo học đại học tại những thành phố ngập tràn ánh sáng văn minh ở bờ Đông nước Mỹ như New York, dù điều kiện gia đình không hề khá giả, trái lại còn rất túng thiếu khi cha mẹ cô, ông Larry và bà Marion—một y tá, luôn phải vật lộn để nuôi nấng các con trong căn nhà xập xệ. Bà Marion thường hay trách móc con mình rằng cô không biết trân trọng những gì cô đang có. Lady Bird và người bạn thân thiết nhất của cô, Julie, cùng tham gia vào câu lạc bộ kịch ở trường. Trong những buổi tập, Lady Bird dần có cảm tình với cậu bạn cùng lớp Danny O'Neill và hai người chính thức hẹn hò. Vào ngày Lễ Tạ ơn cuối cùng trước khi tốt nghiệp trung học, thay vì dành thời gian bên cạnh những người thân yêu, Lady Bird đã đến thăm gia đình giàu có của bạn trai khiến mẹ cô rất buồn. Cặp đôi sớm chia tay sau đêm khai mạc vở kịch "Merrily We Roll Along" khi Lady Bird và Julie bắt gặp Danny đang hôn một cậu bạn trong nhà vệ sinh.
Nghe lời mẹ, Lady Bird nhận công việc phục vụ bàn cho một quán cà phê. Ở đây, cô gặp Kyle (học trường nam sinh) và họ bắt đầu nảy sinh tình cảm. Lady Bird tránh mặt Julie và trốn các buổi tập kịch để làm thân với Jenna Walton, một cô nàng nổi tiếng. Để chứng tỏ bản thân, cô đã cùng Jenna phá hoại chiếc xe của một nữ tu trong trường. Ngày một trở nên thân thiết hơn với hơn với Kyle và Jenna, Lady Bird dần dần bỏ rơi Julie và nghỉ hẳn việc tham gia vào câu lạc bộ kịch. Một lần, Danny đến gặp Lady Bird ở quán cà phê. Ban đầu, cô nặng lời với anh vì những chuyện đã xảy ra, nhưng sau khi Danny bắt đầu rưng rưng nước mắt và tâm sự rằng anh đã gặp phải nhiều khó khăn như thế nào khi quyết định công khai thiên hướng tình dục, Lady Bird an ủi anh và họ lại trở thành bạn bè.
Ở một bữa tiệc, Kyle và Lady Bird trao nhau nụ hôn nồng nhiệt và làm tình với nhau. Sáng hôm sau, Lady Bird nói cô đã mất đi trinh trắng đời con gái với Kyle, nhưng anh lại bộc bạch rằng đây không phải lần đầu anh quan hệ tình dục, điều khiến Lady Bird rất bất ngờ và giận dữ. Cô về nhà và khóc nức nở trong vòng tay mẹ. Những phát ngôn của Lady Bird ở một cuộc hội thảo phản đối nạn phá thai khiến cô bị nhà trường đình chỉ học. Trong khi tìm nhà của Lady Bird để đến thăm, Jenna phát hiện ra bạn mình đã nói dối khi nhận căn nhà to đẹp của bà Danny là nhà cô. Lady Bird đành phải thừa nhận, nhưng được Jenna tha thứ vì nể tình bạn chung của họ với Kyle.
Lady Bird phát hiện ra cha cô, ông Larry, đã mất việc làm, đồng thời cũng phải chống chọi với căn bệnh trầm cảm suốt nhiều năm trời. Ông lén vợ giúp con gái kí vào đơn xin hỗ trợ tài chính để Lady Bird có thể nộp học vào các trường đại học ở bờ Đông, mặc dù Marion đã căn dặn cô rằng gia đình không đủ khả năng chi trả. Lady Bird được nhận vào trường đại học California, nhưng cô không hài lòng vì thấy nó quá gần nhà. Khi biết tin mình nằm trong danh sách chờ của một trường đại học ở New York, Lady Bird không dám nói với mẹ vì sợ bà phản đối. Cô sửa soạn cho buổi dạ hội cuối năm để đi với Kyle, Jenna và Jonah—bạn trai của Jenna, nhưng ba người này lại quyết định đến một bữa tiệc khác. Ban đầu, Lady Bird đồng ý đi với họ, nhưng sau đó nghĩ lại và nói rằng thực lòng cô muốn tới vũ hội. Lady Bird bảo Kyle cho cô xuống xe tại nhà của Julie, hai cô gái hàn gắn lại tình bạn và cùng nhau đến buổi dạ hội.
Trong bữa tối mừng lễ tốt nghiệp, Danny vô tình để lộ ra bí mật rằng Lady Bird đang có tên trong danh sách chờ của trường đại học ở New York. Biết chuyện, Marion đã không nói một lời nào với con gái trong suốt mùa hè năm ấy. Vào sinh nhật lần thứ 18 của Lady Bird, cha cô tặng cho con gái chiếc bánh cupcake, còn cô mua một gói thuốc lá, vé cào xổ số và cuốn tạp chí Playgirl để kỷ niệm tuổi trưởng thành. Lady Bird trúng tuyển vào trường đại học New York và được hỗ trợ chi trả học phí nhờ có sự giúp đỡ của cha cô. Cha mẹ Lady Bird đưa cô đến sân bay, nhưng Marion không chịu vào tiễn con gái. Người mẹ sau đó đổi ý và phóng xe quay lại sân bay, nhưng không kịp gặp Lady Bird vì cô đã đi qua cổng an ninh. Bà khóc trong vòng tay của chồng mình, ông an ủi rằng con gái họ sẽ sớm quay trở lại.
Đến New York, Lady Bird tìm thấy trong hành lý những lá thư mà bà Marion viết cho cô nhưng vứt bỏ và may mắn thay cha cô đã nhặt được chúng. Cô quyết định sử dụng lại tên khai sinh của mình. Lady Bird phải nhập viện sau khi uống quá nhiều rượu trong một bữa tiệc. Rơi nước mắt vì cảm động bởi những lời nghe được ở một nhà thờ Trưởng lão, cô gọi điện về nhà và để lại một lời nhắn thoại xin lỗi Marion, đồng thời cũng biết ơn mẹ vì tất cả những gì bà đã làm cho cô.

## Diễn viên
- Saoirse Ronan vai Christine "Lady Bird"[b] McPherson
- Laurie Metcalf vai Marion McPherson
- Tracy Letts vai Larry McPherson
- Lucas Hedges vai Danny O'Neill
- Timothée Chalamet vai Kyle Scheible
- Beanie Feldstein vai Julianne "Julie" Steffans
- Stephen McKinley Henderson vai Cha Leviatch
- Lois Smith vai Sarah Joan
- Odeya Rush vai Jenna Walton
- Jordan Rodrigues vai Miguel McPherson
- Marielle Scott vai Shelly Yuhan
- John Karna vai Greg Anrue
- Jake McDorman vai ông Bruno
- Bayne Gibby vai Casey Kelly
- Laura Marano vai Diana Greenway
- Marietta DePrima vai cô Patty
- Daniel Zovatto vai Jonah Ruiz
- Kristen Cloke vai cô Steffans
- Andy Buckley vai bác Matthew
- Kathryn Newton vai Darlene
- Myra Turley vai Gina
- Bob Stephenson vai Cha Walther

## Quá trình sản xuất

### Phát triển
Gerwig bỏ ra nhiều năm trời để hoàn thành kịch bản. Đã từng có thời điểm nó dài tới hơn 350 trang và mang tựa đề là Mothers and Daughters. Theo Gerwig, tựa đề Lady Bird xuất phát từ bài hát ru cổ "Ladybird Ladybird" chứ không phải từ tên của cựu Đệ Nhất Phu nhân Hoa Kỳ Lady Bird Johnson. Năm 2015, IAC Films đứng ra đầu tư tài chính cho dự án, đồng thời cũng cộng tác với Scott Rudin Productions trong quá trình sản xuất. Quản lý của Gerwig, Evelyn O'Neill, tham gia vào đoàn làm phim với tư cách là nhà sản xuất.
Mặc dù bộ phim thường được mô tả là một cuốn "bán tự truyện" dựa trên cuộc đời của Gerwig, nữ đạo diễn nói rằng "không có chi tiết nào trong phim thực sự đã xảy ra với tôi, nhưng về bản chất thì chúng phản ánh những gì có thật mà tôi biết". Ngoài những áng văn viết bởi Joan Didion, cô còn cho các diễn viên và đoàn làm phim xem các quyển niên giám thời trung học, ảnh và nhật kí cũ của mình, bên cạnh đó cũng đưa họ đi tham quan quê nhà Sacramento. Gerwig nói với quay phim chính của bộ phim, Sam Levy, rằng cô muốn tác phẩm "trông như thể một miền kí ức" và cô "tìm cách làm sao để tạo ra phiên bản nữ của những câu chuyện như The 400 Blows và Boyhood." Năm 2008, Gerwig từng đồng biên kịch và chỉ đạo bộ phim Nights and Weekends với Joe Swanberg, nhưng Lady Bird là tác phẩm điện ảnh đầu tiên của cô trong vai trò đạo diễn chính.

### Tuyển vai
Tháng 9 năm 2015, Gerwig và Saoirse Ronan gặp nhau tại Liên hoan phim quốc tế Toronto khi Ronan tỏa sáng với vai chính trong Brooklyn, còn Gerwig đang quảng bá cho Maggie's Plan với vai trò diễn viên. Họ cùng nhau đọc kịch bản trong một phòng khách sạn, với Ronan đọc phần của Lady Bird và Gerwig đọc các nhân vật khác. Ngay khi đọc tới trang thứ hai của kịch bản, Gerwig nhận ra rằng Ronan chính là lựa chọn hoàn hảo cho vai chính và tới tháng 1 năm 2016, nữ diễn viên chính thức được tuyển. Gerwig trao cho Lucas Hedges quyền tự chọn một trong các nhân vật nam và anh đã nhận vai Danny. Gerwig quyết định tuyển Laurie Metcalf sau khi xem các vở kịch trên sân khấu của bà. Các diễn viên còn lại bao gồm Tracy Letts, Timothée Chalamet, Beanie Feldstein, John Karna và Jordan Coleues được công bố vào tháng 9 năm 2016.

### Quay phim
Theo kế hoạch, quá trình ghi hình cho bộ phim bắt đầu vào tháng 3 năm 2016 nhưng đã phải dời đến tháng 8 vì Ronan vướng vào lịch biểu diễn vở kịch Broadway The Crucible. Các cảnh ở Sacramento, California ghi hình trong vòng một tuần từ ngày 30 tháng 8 năm 2016, tiếp đó là năm tuần cho những phân đoạn ở Los Angeles, ngoài ra New York cũng là địa điểm diễn ra của các cảnh quay bổ sung. Gerwig từng muốn ghi hình tác phẩm bằng loại phim Super 16, nhưng cuối cùng phải quay trên Arri Alexa Mini do những hạn chế về ngân sách của bộ phim. Trong quá trình hậu kỳ, đoàn làm phim đã tăng mạnh độ nhiễu để tạo cho tác phẩm hiệu ứng như thể bản sao của một tấm ảnh chụp.
Ronan đã nhuộm tóc đỏ để phục vụ cho vai diễn, cũng như không hề trang điểm để che mụn trong suốt quá trình ghi hình, theo như cô nói đó là "cơ hội rất tốt để tái hiện khuôn mặt của một thiếu niên trên phim không khác gì so với ngoài đời thực". Gerwig áp dụng nhiều phương pháp làm phim học hỏi được từ các đạo diễn mà cô từng hợp tác. Một trong số đó là vị đạo diễn luôn đến trước tất cả mọi người một tiếng để phổ biến công việc trong ngày cho họ, nhằm giúp họ cảm thấy luôn có đủ thời gian; ngoài ra cô cũng yêu cầu nhân viên, kể cả cô, đeo thẻ tên mỗi ngày để các diễn viên có thể dễ dàng làm quen với họ. Điện thoại bị cấm sử dụng trên phim trường là phương pháp Gerwig mượn từ người cộng sự của mình, nhà làm phim Noah Baumbach.

## Phát hành
Hãng phim độc lập A24 sở hữu bản quyền phân phối quốc tế cho Lady Bird vào tháng 7 năm 2017. Bộ phim có buổi công chiếu đầu tiên trên toàn cầu vào ngày 1 tháng 9 năm 2017 thuộc khuôn khổ Liên hoan phim Telluride, tiếp tục xuất hiện tại Liên hoan phim Quốc tế Toronto vào ngày 8 tháng 9 năm 2017 và tại Liên hoan phim New York một tháng sau đó. Quyền phân phối bộ phim tại các nước và vùng lãnh thổ ngoài phạm vi Bắc Mĩ thuộc về Focus Features. Tác phẩm ra mắt tại các rạp chiếu phim Hoa Kỳ vào ngày 3 tháng 11 năm 2017, tại Vương quốc Anh vào ngày 16 tháng 2 và tại Ireland vào ngày 23 tháng 2 năm 2018.

## Đón nhận

### Doanh thu phòng vé
Lady Bird thu về tổng cộng 79 triệu USD trên toàn thế giới, trong đó 49 triệu USD riêng tại thị trường Hoa Kỳ–Canada và 30 triệu USD ở các vùng lãnh thổ khác.
Trong tuần công chiếu giới hạn đầu tiên, bộ phim mang về 364.437 USD từ bốn rạp chiếu với mức trung bình mỗi rạp là 91.109 USD. Đó là mức trung bình cao thứ hai trong năm 2017 và là cao nhất trong lịch sử đối với một bộ phim của một nữ đạo diễn. Bộ phim mở rộng tới 37 rạp vào cuối tuần thứ hai và thu được 1,2 triệu USD trong ba ngày, đứng thứ mười trong bảng xếp hạng phòng vé. Tới cuối tuần thứ ba, phim đã có mặt tại 238 rạp với mức thu trong ba ngày là 2,5 triệu USD, xếp vị trí thứ tám.
Tác phẩm chính thức được phát hành rộng rãi tại 724 rạp vào ngày 24 tháng 11 năm 2017 và kiếm được 4 triệu USD trong tuần đó (bao gồm 5,4 triệu USD trong năm ngày thuộc kì Lễ Tạ ơn), đứng vị trí thứ 11. Với việc thu về 4,3 triệu USD từ 1.194 rạp vào tuần kế tiếp, bộ phim vươn lên vị trí thứ tám. Đây cũng là tác phẩm điện ảnh có doanh thu nội địa cao nhất của hãng A24, xếp thứ hai là Moonlight (2016). Cho tới ngày cuối tuần 27 tháng 1 năm 2018—tuần lễ mà Lady Bird công bố giành được năm đề cử Oscar, bộ phim đã kiếm được 1,9 triệu USD (tăng nhẹ so với con số 1,1 triệu USD của tuần trước đó).

### Đánh giá chuyên môn
Tại Liên hoan phim quốc tế Toronto, Lady Bird nhận được sự hoan nghênh nhiệt liệt, đặc biệt dành cho màn trình diễn của Ronan và Metcalf cũng như sự chỉ đạo của Gerwig. Trên hệ thống tổng hợp kết quả đánh giá Rotten Tomatoes, bộ phim có tỉ lệ đánh giá tích cực lên đến 99% dựa trên 385 đánh giá, với điểm trung bình là 8,75/10. Phần nhận xét chung của phim trên trang web này có nội dung: "Lady Bird mang đến những điều mới mẻ về tuổi nổi loạn và cho thấy tài làm phim thực sự của vị đạo diễn kiêm biên kịch Greta Gerwig." Vào ngày 27 tháng 11 năm 2017, tác phẩm trở thành bộ phim có tỉ lệ đánh giá tốt 100% với số lượng nhận xét tích cực cao nhất trong lịch sử của Rotten Tomatoes (164 đánh giá), đánh bại phim giữ kỷ lục trước là Câu chuyện đồ chơi 2 (1999) với 163 đánh giá tích cực tại thời điểm đó. Lady Bird giữ nguyên ở mức 100% đến khi đánh giá thứ 196 là tiêu cực. Trên trang Metacritic, số điểm trung bình của bộ phim là 94/100 dựa trên đánh giá của 50 nhà phê bình, cho thấy "sự khen ngợi toàn diện."
A. O. Scott của tờ The New York Times mô tả Lady Bird là một "chuẩn mực lí tưởng của điện ảnh... kịch bản thì xuất sắc, chứa đầy những sự chơi chữ thông minh và dẫn chứng sống động. Mỗi câu thoại đều rất thực tế theo kiểu một người bình thường nếu rơi vào hoàn cảnh đó cũng sẽ nói vậy, cho thấy những diễn xuất trong phim cũng vô cùng tuyệt vời." Todd McCarthy của The Hollywood Reporter viết rằng bộ phim "khiêm tốn về quy mô nhưng đầy tham vọng về sáng tạo" và "thành công theo cách riêng của mình khi rất biết cách lấy lòng khán giả"; ông cũng khen ngợi Ronan: "dường như cô cứ tiến bộ không ngừng." Peter Debruge từ Variety dành nhiều lời khen cho lối chỉ đạo và kịch bản của Gerwig cũng như màn trình diễn của Ronan. Đó cũng là nhận xét của chuyên gia Mick LaSalle từ tờ San Francisco Chronicle, ngoài ra ông đánh giá bộ phim "đơn giản là rất đẹp đẽ" và "vừa ấm áp lại vừa đầy cảm hứng".
Nhà phê bình phim Ann Hornaday của tờ The Washington Post mô tả Lady Bird là một "khúc ca thắng lợi lớn của sự độc đáo, nét tinh tế và niềm đam mê", đồng thời cũng ca ngợi diễn xuất của Ronan và tài đạo diễn của Gerwig. Peter Travers của Rolling Stone cho bộ phim 3,5/4 sao, cho rằng nó "đơn giản là vô cùng cuốn hút", đánh giá cao cốt truyện, sử dụng cụm từ "Oscar đang vẫy gọi" để ngợi khen màn trình diễn của Ronan và Metcalf, đồng thời cũng gọi chỉ đạo của Gerwig là "thành công toàn diện" và nhận định đây là một trong những bộ phim hay nhất năm. Richard Roeper của Chicago Sun-Times cho rằng tác phẩm là "độc nhất vô nhị, mới mẻ, tuyệt vời và rất thu hút" và đánh giá cao các màn thể hiện (đặc biệt là của Metcalf và Letts), nhận xét "Những gì [Metcalf và Letts] làm được trong bộ phim này thực sự là đỉnh cao mà không có loại diễn xuất nào có thể vượt qua được. Sự vĩ đại là như vậy đấy." Alonso Duralde của TheWrap nhận xét rằng "Gerwig trong vai trò diễn viên rất biết cách làm hài hòa hai yếu tố khôi hài và đau thương, vì vậy không có gì ngạc nhiên khi Gerwig trong vai trò đạo diễn cực kì khôn khéo khi cân bằng giữa niềm hạnh phúc tột cùng và nỗi đau vô hạn."
Tờ BBC từng đưa ra một nghiên cứu cho thấy trong số các đề cử Oscar 2018, Lady Bird là bộ phim "được giới chuyên gia đánh giá cao quá đà nhất", dựa trên sự chênh lệch giữa điểm số đưa ra bởi các nhà phê bình và tổng hợp bởi Metacritic (94), so với điểm số đưa ra bởi công chúng trên trang web IMDb (7,7, quy đổi thành 77).

## Giải thưởng
Lady Bird bội thu về số lượng giải thưởng và đề cử. Ủy ban Quốc gia về Phê bình Điện ảnh, Viện phim Mỹ và tạp chí Time bình chọn bộ phim là một trong mười tác phẩm điện ảnh hay nhất năm 2017. Tại lễ trao giải Oscar lần thứ 90, phim được đề cử tại tổng cộng năm hạng mục, bao gồm Phim hay nhất, Đạo diễn xuất sắc nhất và Kịch bản gốc xuất sắc nhất cho Gerwig, Nữ diễn viên chính xuất sắc nhất cho Ronan và Nữ diễn viên phụ xuất sắc nhất cho Metcalf; qua đó đưa Gerwig trở thành ứng cử viên nữ thứ năm trong lịch sử của hạng mục Đạo diễn xuất sắc nhất. Tuy nhiên, Lady Bird lại không giành chiến thắng tại bất kì hạng mục nào mà bộ phim được đề cử.
Bộ phim mang về tám đề cử tại lễ trao giải Critics' Choice lần thứ 23, bao gồm Phim hay nhất, Đạo diễn xuất sắc nhất, Nữ diễn viên chính xuất sắc nhất, Nữ diễn viên phụ xuất sắc nhất, Kịch bản gốc hay nhất và Dàn diễn viên xuất sắc nhất. Tại lễ trao giải Quả cầu vàng lần thứ 75, tác phẩm dành chiến thắng tại hai hạng mục Phim ca nhạc/hài hay nhất, Nữ diễn viên phim hài/ca nhạc xuất sắc nhất (Ronan), ngoài ra cũng được đề cử cho Nữ diễn viên phụ xuất sắc nhất (Metcalf) và Kịch bản hay nhất. Tại lễ trao giải SAG lần thứ 24, Ronan là một trong những ứng cử viên giải Nữ diễn viên chính xuất sắc nhất, tương tự là đề cử Nữ diễn viên phụ xuất sắc nhất của Metcalf và Dàn diễn viên phim điện ảnh xuất sắc nhất.

## Phần tiếp theo
Trong một số tháng 2 năm 2018 của chương trình phát thanh The A24 Podcast, Gerwig tỏ ra hứng thú với việc tạo ra những tác phẩm dựa trên chủ đề, chất liệu và phong cách của Lady Bird, hay nói cách khác là "kế vị tinh thần" cho bộ phim này: "Tôi muốn làm một loạt phim Sacramento gồm bốn phần", phỏng theo chuỗi bốn tiểu thuyết có tên Neapolitan của tác giả Elena Ferrante.